# Aliciella monoensis
Aliciella monoensis är en blågullsväxtart som beskrevs av J.M.Porter och A.G.Day. Aliciella monoensis ingår i släktet Aliciella och familjen blågullsväxter. Inga underarter finns listade i Catalogue of Life.